# Mark Prager Lindo
Mark Prager Lindo, beter bekend als Den Ouden Heer Smits (Londen, 19 februari 1819 - Den Haag, 9 maart 1877) was een Nederlands schrijver. Hij was als docent verbonden aan het stedelijk gymnasium van Arnhem en aan de Koninklijke Militaire Academie te Breda. Ook was hij inspecteur van het lager onderwijs in Zuid-Holland.

## Biografie
Lindo werd in 1819 in Londen geboren als zoon van David Alexander Lindo en Matilde Prager. Hij bracht een deel van zijn jeugd door in de Duitse stad Düsseldorf. Als 19-jarige arriveerde Lindo in Nederland. Hij werd in 1842 docent Engels aan het Stedelijk Gymnasium Arnhem. Hij trouwde op 24 juli 1844 te Arnhem met Johanna Nijhoff, dochter van de Arnhemse uitgever Isaac Anne Nijhoff en Martina Cornelia Houtkamp. Hun zoon Isaac Lindo werd ingenieur en een o-yatoi gaikokujin, die in Japan nog steeds bekend is als een van de Watermannen vanwege zijn waterstaatkundige werken. Hieronder valt de vaststelling van het Japanse equivalent voor het Normaal Amsterdams Peil, het Tokio Peil, tegenwoordig aangeduid als Japan Standard, dat de norm zou worden voor hoogtemetingen in heel Japan.  
Lindo schreef onder meer artikelen voor het Algemeen Letterlievend Maandschrift. Ook publiceerde hij onder het pseudoniem "de oude heer Smits" in de Arnhemsche Courant. In 1853 ging hij moderne talen doceren aan de Koninklijke Militaire Academie in Breda. Vlak daarvoor was hij gepromoveerd tot doctor in de letteren. Samen met zijn vriend Lodewijk Mulder schreef hij in 1854 de bundel Afdrukken van indrukken. In 1856 werd hij benoemd tot inspecteur van het lager onderwijs in de provincie Zuid-Holland. 
Ook in 1856 richtte hij het spectatoriaal tijdschrift De Nederlandsche Spectator op. Dit was naar voorbeeld van het Engelse tijdschrift The Spectator dat in de achttiende eeuw erg populair was en veel navolging vond in zogeheten spectatoriale tijdschriften. Lindo zelf schreef De Nederlandsche Spectator (niet te verwarren met de Hollandsche Spectator noch met de Spektator) vol met halfserieuze maatschappijkritische geschriften in de vorm van opstellen en schetsen. Deze stukken werden al snel gebundeld en hiermee was hij in zijn tijd erg populair. Vanaf 1860 zou zijn zwager, Martinus Nijhoff, De Nederlandsche Spectator  uitgeven. 
Mark Prager Lindo, grootvader van Cornelia Serrurier, overleed in maart 1877 op 58-jarige leeftijd in Den Haag. Hij werd begraven op Oud Eik en Duinen.

## Publicaties (selectie)
- Losse schetsen in en om Parijs (1853)
- Afdrukken van indrukken, door den Ouden Heer Smits en zijn vriend Mulder (1854)
- Brieven en uitboezemingen (1854)
- Grondbeginselen der Engelsche spraakleer (1855, 1880)
- Familie van ons (1856)
- Clementine (1858)
- Vervolg op de Brieven en uitboezemingen (1859)
- Tweede vervolg op de Brieven en uitboezemingen (1861)
- Eventjes over de grenzen (1863)
- Derde vervolg op de Brieven en uitboezemingen (1865)
- Uittreksels uit het dagboek en nadere levensberichten van wijlen den Heer Janus Snor (1868), roman. Herdrukt in de jaren zeventig van de 20ste eeuw.
- Typen (1870-1875)
- De opkomst en ontwikkeling van het Engelse volk (1871-1874)
- Le saltimbanque (1873)

Naast zijn eigen werk vertaalde Lindo romans van onder meer Walter Scott en de Sentimental Journey van Laurence Sterne.